# Rio Frio, Belize
Rio Frio är ett vattendrag i Belize.   Det ligger i distriktet Cayo, i den centrala delen av landet, 40 km sydväst om huvudstaden Belmopan.
I omgivningarna runt Rio Frio växer i huvudsak städsegrön lövskog. Runt Rio Frio är det glesbefolkat, med 10 invånare per kvadratkilometer.